# Mirjam Boelsums
Mirjam Boelsums (Bovenkerk, 1955) is een Nederlandse schrijver en documentairemaker. 

## Biografie
Boelsums werd geboren in Bovenkerk en groeide op in Iran en Curaçao. Ze studeerde sociologie aan de Universiteit Wageningen. Boelsums werkte in eerste instantie als onderzoeker in de sociologie en deed research voor documentaires. Vervolgens schreef ze filmplannen en werd zij docent bij verschillende opleidingen, onder andere bij de Nederlandse Filmacademie, en bij de Schrijversvakschool.

## Boeken en publicaties
Het eerste boek van Boelsums was de roman Slangen aaien. Dit boek gaat over een scholiere die een rol speelt bij de dood van een leraar. Boelsums publiceerde onder andere ook in Vrij Nederland, de Groene Amsterdammer, De Gids en Maatstaf. Haar werk is in het Duits vertaald. In 2006 en 2012 verschenen nog een roman en een verhalenbundel.

## Documentaires
In 1999 regisseerde ze de documentaire Bovenbad. De film speelt zich af in een zwembad gedurende één dag. In 2004 verscheen En Passant. In deze film portretteert Boelsums de reizigers in de Rembrandt Express, die niet alleen door het landschap reizen maar ook door hun hoofd.

## Prijzen en nominaties
Met de roman Slangen aaien won Boelsums de Academica Literatuurprijs. Het boek kreeg ook een nominatie voor de Gouden Strop en een plaats op Longlist Libris Literatuur Prijs. Het korte verhaal Au Pair won eveneens de Academica Literatuurprijs.
De documentaire Bovenbad kreeg een nominatie voor het Gouden Kalf.